# Incêndio de Valparaíso de 2014
O incêndio florestal do sector "La Pólvora", conhecido como Grande incêndio de Valparaíso, começou às 16h40 (UTC-3) de 12 de abril de 2014 na comuna chilena de Valparaíso, na Grande Valparaíso (Chile), por causas ainda desconhecidas. O sinistro tem deixado mais de 2900 moradias destruídas, mais de 12 500 pessoas danificadas e milhares de evacuados, 16 vítimas fatais segundo a ONEMI —15 segundo Carabineros— e mais de 500 feridos. Toda a cidade ficou em alerta vermelho e foi declarada «zona de catástrofe».
Este incêndio foi uma das maiores tragédias registadas em Valparaíso e é considerado o maior sinistro na história desta cidade portuária. Foi precedido por outro incêndio de grande envergadura registado em fevereiro de 2013, que destruiu 105 moradias e afectou a 1 200 pessoas.